# Loma Bonita
Loma Bonita là một đô thị thuộc bang Oaxaca, México. Năm 2005, dân số của đô thị này là 39166 người.